# Sarona kaala
Sarona kaala är en insektsart som beskrevs av Asquith 1994. Sarona kaala ingår i släktet Sarona och familjen ängsskinnbaggar. Inga underarter finns listade i Catalogue of Life.